# 小韩村圣十字架天主堂
圣十字架堂位于天津市武清区白古屯乡韩村，历史上共重建四次，新堂于2006年建成，是目前天津市境内最大的天主教堂。

## 历史沿革
按照1946年中国建立圣统制时的划分，现为天津市辖区的武清、宝坻、蓟县的堂区并不属天主教天津教区管辖，而是属于天主教北京教区，天津教区主要向东和向南发展，今天的沧州、黄骅、南大港等地的牧灵工作才由天津教区管理。但是按照中共建政后对中国天主教教区的调整，武清事实上已属于天津教区管辖。
武清区韩村历史上就是著名的天主教村，现村民2750人基本上全部（98%）为天主教徒。韩村的圣堂建于1870年，于1900年庚子之变时被毁，1903年在雷鸣远神父主持下重建，1904年建成，重建后的教堂占地750㎡，房屋占地1340㎡，园田及空地10174㎡，总面积12264㎡。在此期间有侯振海、雷鸣远、史神父、胡明善、刘天铎、李君武、李荣等七位神父先后担任本堂神父。
在1967年文化大革命期间，圣堂再次被毁，文革后天津宗教事务处拨款一万元，天津市神职人员奉献十二万元，本村教友奉献四万元重建圣堂，面积715平米，房屋占地面积55平米。堂区总面积1747平米。1988年11月13日祝圣开放，重新开堂后由年逾七旬的张永善神父担任本堂神父。
由于信徒人数的增长，加上交通条件不断改善，周边乡村的信众也聚集到韩村堂参加祭祀，造成旧堂再次不堪重负。因此2004年11月韩村教堂开始再次重建，2006年完工，新建的教堂建筑面积3000余㎡，整体长65米，十字处宽35米，主体高25米，塔楼高72米。